# Calanthe alba
Calanthe alba är en orkidéart som beskrevs av Wally Suarez och James Edward Cootes. Calanthe alba ingår i släktet Calanthe och familjen orkidéer.
Artens utbredningsområde är Filippinerna. Inga underarter finns listade i Catalogue of Life.